# Аттапулгус (Джорджія)
Аттапулгус (англ. Attapulgus) — місто (англ. city) в США, в окрузі Декатур штату Джорджія. Населення — 454 особи (2020).

## Географія
Аттапулгус розташований за координатами 30°44′58″ пн. ш. 84°29′2″ зх. д. / 30.74944° пн. ш. 84.48389° зх. д. (30.749490, -84.483886).  За даними Бюро перепису населення США в 2010 році місто мало площу 2,06 км², уся площа — суходіл.

## Демографія
Згідно з переписом 2010 року, у місті мешкало 449 осіб у 170 домогосподарствах у складі 123 родин. Густота населення становила 218 осіб/км².  Було 193 помешкання (94/км²).
Расовий склад населення:
| - 48,8 % — чорних або афроамериканців - 41,0 % — білих - 0,9 % — азіатів - 0,7 % — корінних американців - 7,8 % — осіб інших рас |

До двох чи більше рас належало 0,9 %. Частка іспаномовних становила 15,4 % від усіх жителів.
За віковим діапазоном населення розподілялося таким чином: 26,9 % — особи молодші 18 років, 59,7 % — особи у віці 18—64 років, 13,4 % — особи у віці 65 років та старші. Медіана віку мешканця становила 39,0 року. На 100 осіб жіночої статі у місті припадало 103,2 чоловіків;  на 100 жінок у віці від 18 років та старших — 98,8 чоловіків також старших 18 років.
Середній дохід на одне домашнє господарство  становив 38 473 долари США (медіана — 30 000), а середній дохід на одну сім'ю — 45 788 доларів (медіана — 38 000). За межею бідності перебувало 28,9 % осіб, у тому числі 34,5 % дітей у віці до 18 років та 26,3 % осіб у віці 65 років та старших.
Цивільне працевлаштоване населення становило 178 осіб. Основні галузі зайнятості: освіта, охорона здоров'я та соціальна допомога — 22,5 %, роздрібна торгівля — 16,3 %, сільське господарство, лісництво, риболовля — 16,3 %.